# Sidamas
Pour les articles homonymes, voir Sidama.
Les Sidamas (ሲዳማ en amharique) sont des habitants du Sud-Ouest de l'Éthiopie, dans la région Sidama.

## Ethnonymie
Selon les sources, on observe quelques variantes : Sadama, Sadaminya, Sidama, Sidamas, Sidaminya, Sidamos.

## Gouvernement et politique

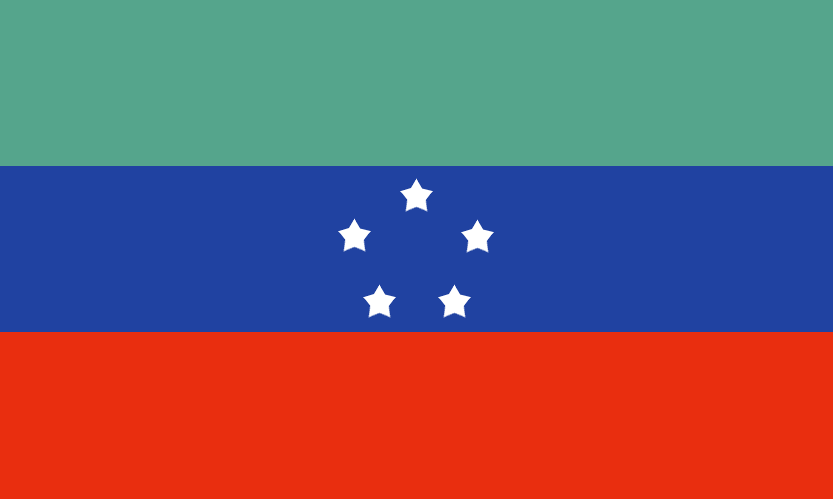
Drapeau de la Sidama

La région Sidama faisait partie de l'ancienne province de Sidamo. En 1994, elle a été intégrée à la Région des nations, nationalités et peuples du Sud, où elle constituait la zone administrative Sidama. En novembre 2019 à la suite de manifestations, un référendum approuvé par 98,51 % des habitants du Sidama a permis que la zone devienne un État régional de l'Éthiopie : l'actuelle région Sidama, créée en 2020.
Aujourd'hui, la région Sidama ne compte qu'un petit nombre d'écoles et des services de santé inadéquats, bien que l'enseignement primaire ait récemment été renforcé.

## Population

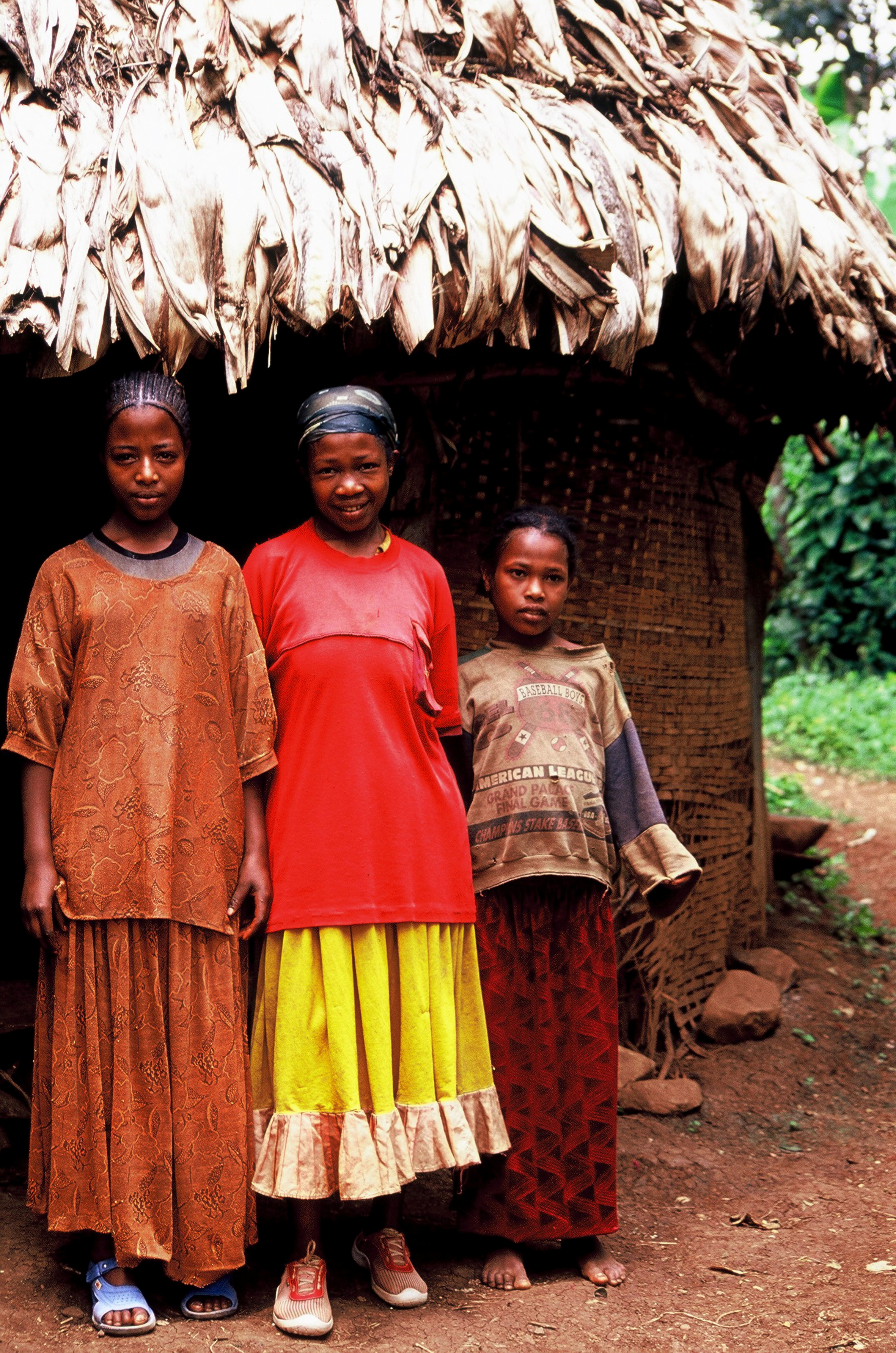
Jeunes filles sidama dans le sud du pays.

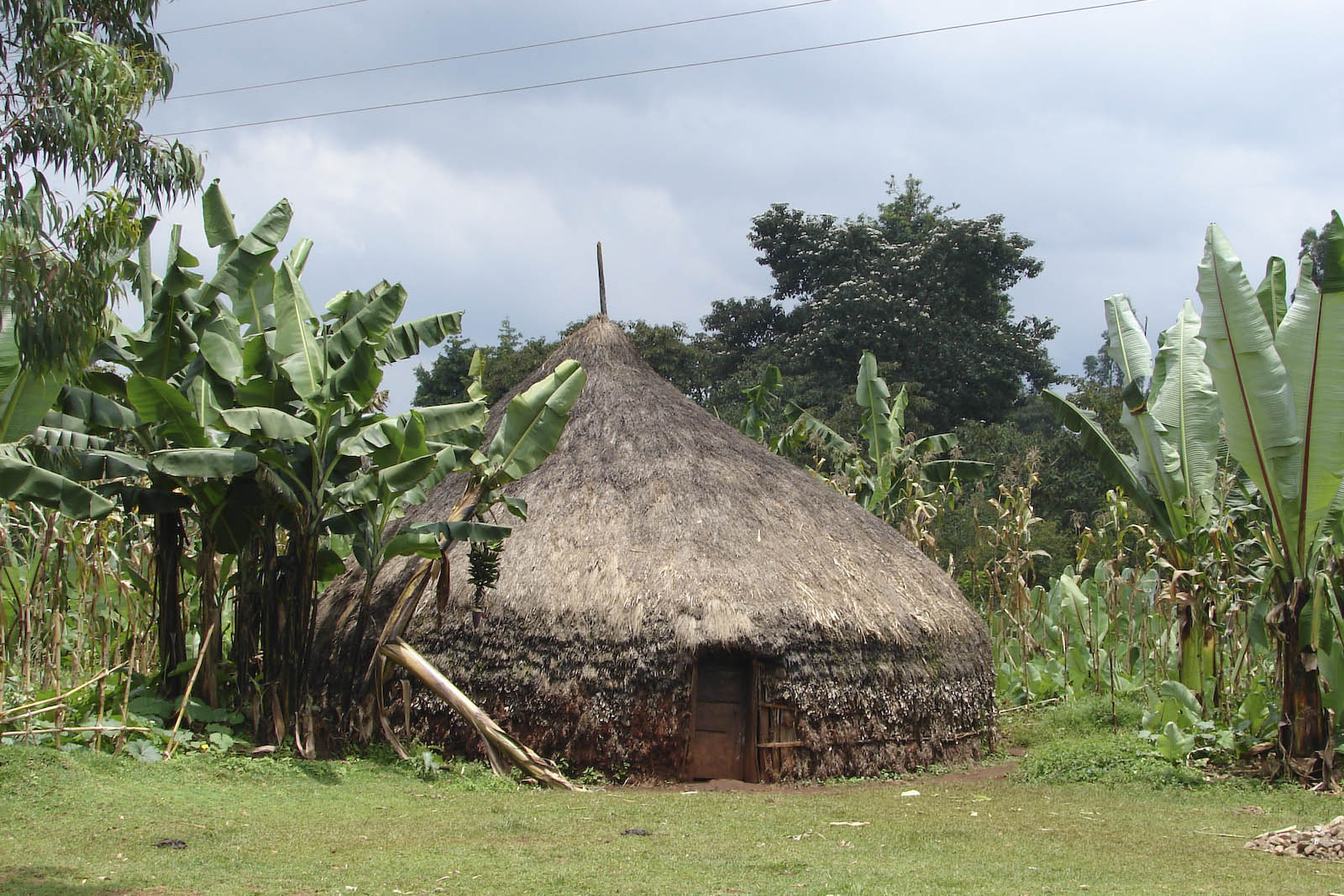
Habitation sidama.

En Éthiopie, lors du recensement de 2007 portant sur une population totale de 73 750 932 personnes, 2 951 889 se sont déclarées « Sidama ».

## Langues
Ils parlent le sidama, une langue couchitique dont le nombre de locuteurs est estimé à 2 900 000 en 2005. L'amharique est également utilisé.

## Religion
Les Sidamas sont majoritairement chrétiens.